# Гай Пірс
Гай Е́двард Пірс (англ. Guy Pearce; нар. 5 жовтня 1967, Ілі, Велика Британія) — австралійський теле- і кіноактор, відомий завдяки ролям у фільмах «Пам'ятай», «Таємниці Лос-Анджелеса», володар телевізійної премії «Еммі» (2011). Номінант на центральні премії «сезону кінонагород», зокрема «Оскар», за роль жорстокого бізнесмена в драмі «Бруталіст» (2024).

## Молоді роки
Гай Пірс народився в англійському місті Елі. Його мати Енн Коккінг була вчителькою, а батько Стюарт Пірс пілотом-випробувачем. Згодом сім'я з трирічним хлопчиком переїхала до Австралії, в місто Джелонг. Коли Гаю було 9 років його батько загинув. В юнацькому віці Пірс захоплювався культуризмом і фехтуванням.

## Кар'єра
З підліткового віку грав ролі в різних виставах. У 1985 році, через 2 дні після випускних екзаменів, отримав роль Майка Янга в популярному австралійському телесеріалі «Сусіди».
У 1990 році зіграв у своєму першому фільмі «Сьогодні ввечері в раю».
1994 року зіграв у фільмі «Пригоди Прісцилли, королеви пустелі» який зробив його відомим за межами Австралії.
Світову популярність йому принесла його перша робота у 1997 році в Голлівуді у фільмі «Таємниці Лос-Анджелеса», де він зіграв детектива Еда Екслі.
Одну з найяскравіших своїх ролей Пірс зіграв у 2000 році в фільмі «Пам'ятай» Крістофера Нолана. Тут він грає роль Леонарда Шелбі, людину яка постійно втрачає короткочасну пам'ять.
У 2008 році зіграв роль сержанта Метта Томпсона в «оскароносному» фільмі Кетрін Біґелоу «Володар бурі».
У 2010 році зіграв роль короля Едуарда VIII в фільмі «Промова короля».
У 2024 році зіграв головну негативну роль в епічній драмі «Бруталіст», за яку номінувався на центральні премії «сезону кінонагород», зокрема вперше в кар'єрі на «Оскар».

## Фільмографія
| Рік       |    | Українська назва                    | Оригінальна назва                                | Роль                             |
| --------- | -- | ----------------------------------- | ------------------------------------------------ | -------------------------------- |
| 1986—1989 | с  | Сусіди                              | Neighbours                                       | Майк Янґ (941 епізод)            |
| 1990      | ф  | Сьогодні ввечері в раю              | Heaven Tonight                                   | Пол Дісарт                       |
| 1991      | с  | Додому і в дорогу                   | Home and Away                                    | Девід Крофт (12 епізодів)        |
| 1991      | ф  | Полювання                           | Hunting                                          | Шарп                             |
| 1994      | ф  | Пригоди Прісцилли, королеви пустелі | The Adventures of Priscilla, Queen of the Desert | Адам                             |
| 1994—1996 | с  | Людина зі Сніжної річки             | The Man from Snowy River                         | Роб МакҐреґор (65 епізодів)      |
| 1996      | ф  | Їх поміняли тілами                  | Dating the Enemy                                 | Бретт                            |
| 1996      | ф  | Флінн                               | Flynn                                            | Еррол Флінн                      |
| 1997      | ф  | Таємниці Лос-Анджелеса              | L.A. Confidential                                | Ед Екслі                         |
| 1999      | ф  | Людожер                             | Ravenous                                         | капітан Джон Бойд                |
| 1999      | ф  | Життя по похилій                    | A Slipping-Down Life                             | «Драмстрінгс» Кейсі              |
| 2000      | ф  | Правила бою                         | Rules of Engagement                              | майор Марк Бігс                  |
| 2000      | ф  | Пам'ятай                            | Memento                                          | Леонард Шелбі                    |
| 2002      | ф  | Жорстке слово                       | The Hard Word                                    | Дейл                             |
| 2002      | ф  | Машина часу                         | The Time Machine                                 | Александер Хартдеген             |
| 2002      | ф  | Граф Монте-Крісто                   | The Count of Monte Cristo                        | Фернан Мондеґо                   |
| 2002      | ф  | Доки не розбудять нас голоси живих  | Till Human Voices Wake Us                        | Сем Френкс                       |
| 2004      | ф  | Два брати                           | The Hard Word                                    | Ейден Макрорі                    |
| 2005      | ф  | Пропозиція                          | The Proposition                                  | Чарлі Барнс                      |
| 2006      | ф  | До першого снігу                    | First Snow                                       | Джиммі Старкс                    |
| 2006      | ф  | Я спокусила Енді Воргола            | Factory Girl                                     | Енді Воргол                      |
| 2008      | ф  | Смертельний номер                   | Death Defying Acts                               | Гаррі Гудіні                     |
| 2008      | ф  | Крилаті створіння                   | Winged Creatures                                 | Брюс Ларабі                      |
| 2008      | ф  | Зрадник                             | Traitor                                          | Рой Клейтон                      |
| 2008      | ф  | Володар бурі                        | The Hurt Locker                                  | сержант Мет Томпсон              |
| 2008      | ф  | Казки на ніч                        | Bedtime Stories                                  | Кендал                           |
| 2009      | ф  | Дорога                              | The Road                                         | ветеран                          |
| 2010      | ф  | Король говорить!                    | The King's Speech                                | король Едуард VIII               |
| 2010      | ф  | За законами вовків                  | Animal Kingdom                                   | Нейтан Лекі                      |
| 2010      | ф  | Не бійся темряви                    | Don't Be Afraid of the Dark                      | Алекс Хірст                      |
| 2011      | ф  | 33 Листівки                         | 33 Postcards                                     | Дін Рендалл                      |
| 2011      | с  | Мілдред Пірс                        | Mildred Pierce                                   | Монті Берагон (5 епізодів)       |
| 2011      | ф  | Голодний кролик атакує              | Seeking Justice                                  | Саймон                           |
| 2012      | ф  | Напролом                            | Lockout                                          | Сноу                             |
| 2012      | ф  | Прометей                            | Prometheus                                       | Пітер Вейленд                    |
| 2012      | ф  | Найп'янкіший округ у світі          | Lawless                                          | Чарлі Рейкс                      |
| 2012—2021 | с  | Джек Айріш                          | Jack Irish                                       | Джек Айріш (16 епізодів + 3 т/ф) |
| 2013      | ф  | Повними грудьми                     | Breathe In                                       | Кейт Рейнольдс                   |
| 2013      | ф  | Від любові до ненависті             | Hateship, Loveship                               | Кен                              |
| 2013      | ф  | Залізна людина 3                    | Iron Man 3                                       | Елдріч Кіліан                    |
| 2014      | ф  | Ровер                               | The Rover                                        | Ерік                             |
| 2015      | ф  | Результати                          | Results                                          | Тревор                           |
| 2015      | ф  | Не відпускай його                   | Holding the Man                                  | Дік Конігрейв                    |
| 2015      | ф  | Рівні                               | Equals                                           | Джонас                           |
| 2016      | ф  | Геній                               | Genius                                           | Френсіс Скотт Фіцджеральд        |
| 2016      | ф  | Пекло                               | Brimstone                                        | Преподобний                      |
| 2017      | ф  | Чужий: Заповіт                      | Alien: Covenant                                  | Пітер Вейленд                    |
| 2017      | с  | Коли ми повстанемо                  | When We Rise                                     | Клів Джонс (8 епізодів)          |
| 2018      | ф  | Гарячі канікули                     | Swinging Safari                                  | Кіт Холл                         |
| 2018      | ф  | Шпигунська гра                      | The Catcher Was a Spy                            | Роберт Фурман                    |
| 2018      | ф  | На межі божевілля                   | Spinning Man                                     | Еван Берч                        |
| 2018      | с  | Невинні                             | The Innocents                                    | Халворсон (8 епізодів)           |
| 2018      | ф  | Марія — королева Шотландії          | Mary Queen of Scots                              | Вільям Сесіл                     |
| 2019      | ф  | Доміно                              | Domino                                           | Джо Мартін                       |
| 2019      | ф  | Останній Вермер                     | The Last Vermeer                                 | Ган ван Мегерен                  |
| 2019      | тф | Різдвяна пісня                      | A Christmas Carol                                | Ебенезер Скрудж                  |
| 2020      | ф  | Остання куля                        | Disturbing the Peace                             | Джим Діллон                      |
| 2020      | ф  | Бладшот                             | Bloodshot                                        | доктор Еміль Хартінг             |
| 2021      | ф  | Сьомий день                         | The Seventh Day                                  | Пітер Костелло                   |
| 2021      | с  | Мейр з Істтауна                     | Mare of Easttown                                 | Річард Райан (6 епізодів)        |
| 2021      | ф  | Без каяття                          | Without Remorsed                                 | Клей                             |
| 2021      | ф  | Зона 414                            | Zone 414                                         | Девід Кармайкл                   |
| 2021      | мф | Назад у хащі                        | Back to the Outback                              | Френк (голос)                    |
| 2022      | ф  | Пам'ять                             | Memory                                           | Вінсент Серра                    |
| 2022—2024 | с  | Сусіди                              | Neighbours                                       | Майк Янґ (11 епізодів)           |
| 2022      | с  | Шпигун серед друзів                 | A Spy Among Friends                              | Кім Філбі (6 епізодів)           |
| 2022      | ф  | Пекельна Машина                     | The Infernal Machine                             | Брюс Коґберн                     |
| 2023      | с  | Галявина                            | The Clearing                                     | Брайс Лейтем (8 серій)           |
| 2023      | ф  | На краю землі                       | The Convert                                      | Томас Манро                      |
| 2024      | ф  | Хижа ніч                            | Sunrise                                          | Рейнольдс                        |
| 2024      | ф  | Саван                               | The Shrouds                                      | Морі                             |
| 2024      | ф  | Всередині                           | Inside                                           | Уоррен Мерфетт                   |
| 2024      | ф  | Бруталіст                           | The Brutalist                                    | Гаррісон Лі Ван Бюрен            |
| 2026      | ф  | Собачі зірки                        | The Dog Stars                                    |                                  |

## Нагороди і номінації
Повний список нагород знаходиться тут [Архівовано 13 жовтня 2011 у Wayback Machine.].